# Estadio Saputo
El estadio Saputo (del francés: Stade Saputo) es un estadio de fútbol ubicado en la ciudad de Montreal, Quebec (Canadá) que fue inaugurado el 19 de mayo de 2008. Es la sede deportiva y administrativa del CF Montréal del Campeonato Canadiense de Fútbol, el cual integra desde 2012 la Major League Soccer. Su capacidad original era de 13 034 espectadores, pero debido al ingreso del club a la MLS, en 2012 se amplió la capacidad del estadio a 20 521 espectadores.
El estadio Saputo se encuentra a proximidades del Estadio Olímpico de Montreal en rue Sherbrooke Est N° 4750.

## Historia
Antes de la construcción del estadio, el equipo Montreal Impact disputaba sus partidos de local en el campo de fútbol del Complejo Deportivo Claude-Robillard, instalaciones construidas entre octubre de 1975 y mayo de 1976, en las cuales se disputaron los Juegos Olímpicos de 1976.
El proyecto de construcción del estadio fue anunciado oficialmente el 4 de mayo de 2005. Originalmente la construcción estaba planeada en el sector de Technoparc, al sudeste de la ciudad de Montreal. Sin embargo, en julio de 2006, Joey Saputo (presidente y propietario del club Montreal Impact) logró un acuerdo con el régimen de instalaciones olímpicas para realizarlo en las inmediaciones del Estadio Olímpico. Tras algunos retrasos, la construcción se inició el 18 de abril de 2007 con un costo de 14,1 millones de dólares canadienses. La mitad de este monto fue financiado con capital privado, proveniente de la familia Saputo, dueña del equipo y propietaria de un grupo empresarial canadiense dedicado a la comercialización de productos lácteos, el cual lleva su mismo nombre.
La inauguración fue el 19 de mayo de 2008 con el partido Montreal Impact vs Vancouver Whitecaps que finalizó 0-0. Un mes más tarde se jugó el primer partido internacional en el estadio, Canadá vs San Vicente y las Granadinas, compromiso disputado el 20 de junio de 2008 por la segunda ronda de la clasificación de Concacaf para la Copa Mundial de Fútbol de 2010. El primer gol anotado en el estadio fue obra del jugador canadiense del Montreal Impact Rocco Placentino el 13 de junio de 2008 contra Charleston Battery, logrando la primera victoria del Impact en su estadio local por 1-0.
Debido al esperado ingreso del Montreal Impact a la Major League Soccer en 2012, se realizó una ampliación del estadio a 20 521 espectadores con un costo estimado de 12 millones de dólares. El plan entró en vigencia posterior al anuncio oficial de la aceptación del club a la liga, el 3 de octubre de 2011. Debido a los retrasos en el plan de expansión, los primeros 6 partidos locales oficiales del club Montreal Impact en 2012 se jugaron en el Estadio Olímpico (5 en la MLS y 1 en el Campeonato Canadiense). Los trabajos de ampliación finalizaron en junio de 2012 y su primer partido oficial en el estadio remodelado fue el 16 de junio de 2012 contra el equipo Seattle Sounders FC, ganando 4-1.

## Galería

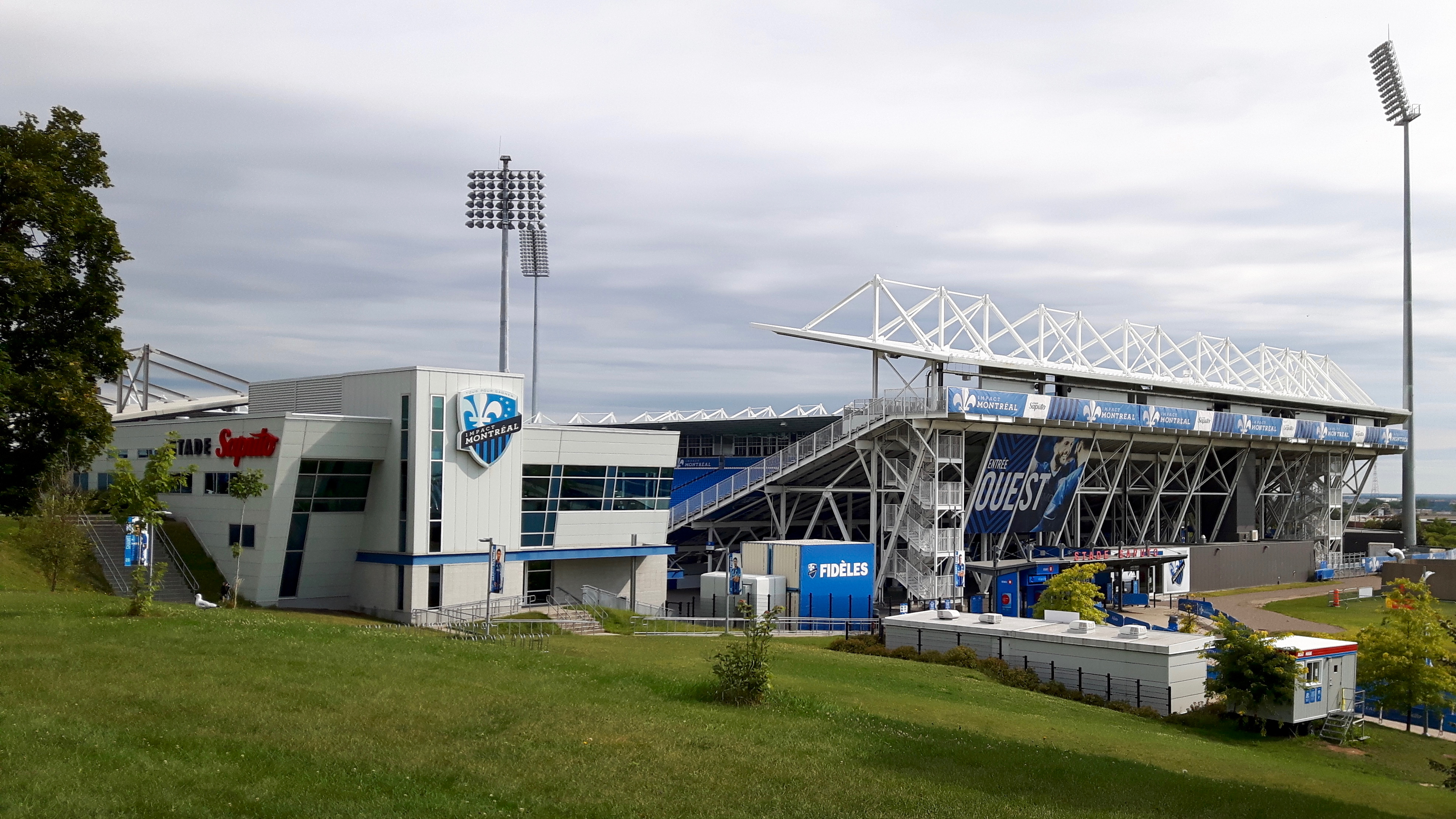
Vista exterior del estadio.
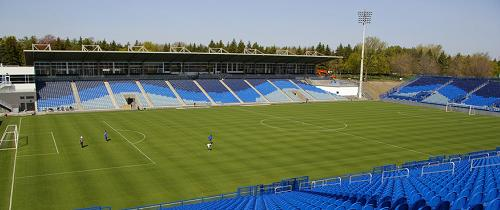
Vista interior del estadio.
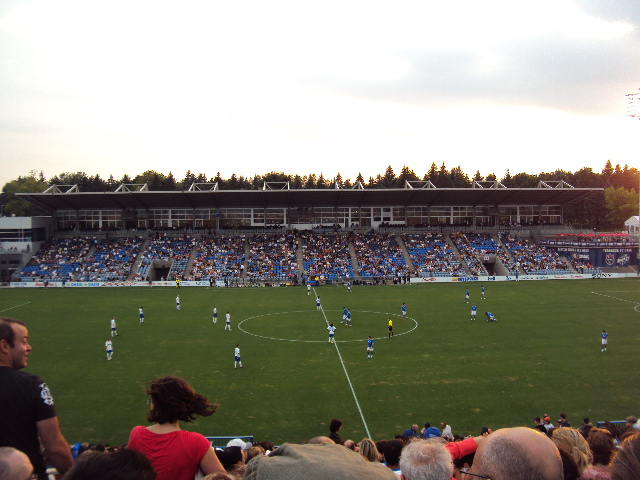
Tribuna preferencial del Estadio Saputo.
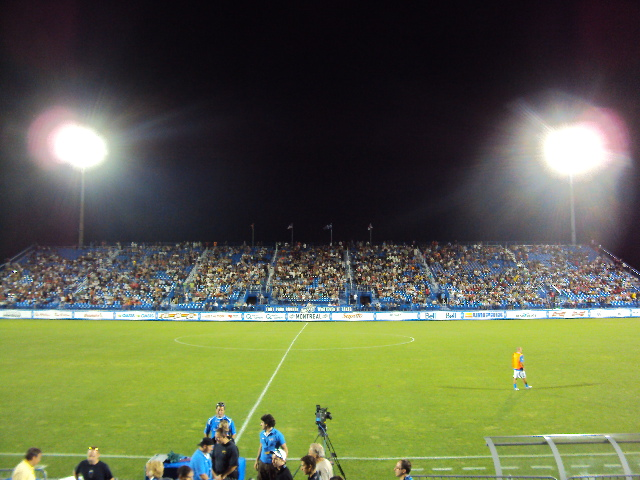
Estadio Saputo de noche.